# 30-я кавалерийская дивизия
30-я кавалерийская Новобугская ордена Ленина Краснознамённая орденов Кутузова и Суворова дивизия — воинское соединение РККА, принимавшее участие в Великой Отечественной войне в составе Южного, Юго-Западного, Северо-Кавказского, Северной группы войск Закавказского фронта, 4-го Украинского, 3-го Украинского, 1-го Белорусского, 2-го Украинского фронтов.

## Награды и почётные наименования
- Орден Красного Знамени — награждена Указом Президиума Верховного совета СССР от 5 мая 1942 года за образцовое выполнение боевых заданий командования на фронте борьбы с немецкими захватчиками, и проявленные при этом доблесть и мужество.
- Почетное наименование «Новобугская» — присвоено за отличие в боях при прорыве обороны противника на западном берегу реки Ингулец и освобождение города Новый Буг[1].
- Орден Суворова II степени — награждена указом Президиума Верховного Совета СССР от 12 апреля 1944 года за образцовое выполнение заданий командования в боях с немецкими захватчиками за освобождение города Раздельная  и проявленные при этом доблесть и мужество.[2]
- Орден Кутузова I степени — награждена указом Президиума Верховного Совета СССР от 10 июля 1944 года за успешное выполнение заданий командования в боях с немецкими захватчиками, за овладение городами: Минск, Столбцы, Городея и Несвиж и проявленные при этом доблесть и мужество.[3]
- Орден Ленина — награждена указом Президиума Верховного Совета СССР от 25 июля 1944 года за образцовое выполнение заданий командования в боях с немецкими захватчиками при форсировании реки Шара, за овладение городом Слоним и проявленные при этом доблесть и мужество.[4]

Награды частей дивизии:
- 127-й кавалерийский Брестский[5] орденов Кутузова[6] и Богдана Хмельницкого[7] (II степени) полк
- 133-й кавалерийский Краснознамённый[8] орденов Суворова[9] и Александра Невского[7] полк
- 138-й кавалерийский Дебреценский[10] Краснознамённый[8] полк
- 134-й отдельный танковый ордена Богдана Хмельницкого[7] (II степени) полк
- 1675-й артиллерийско-миномётный орденов Кутузова[6] и Богдана Хмельницкого[7] (II степени) полк

## Состав
- 127-й кавалерийский полк
- 133-й кавалерийский полк
- 138-й кавалерийский полк
- танковый полк (с 5 августа 1943 года)
- 134-й отдельный танковый полк (с 25 августа 1943 года по 2 октября 1943 года, с 2 февраля 1944 года)
- 1675-й артиллерийско-миномётный полк (47-й конно-артиллерийский дивизион, 7-й артиллерийско-миномётный полк)
- 520-й отдельный дивизион противовоздушной обороны (зенитная батарея)
- 51-й бронетанковый эскадрон
- 47-й артиллерийский парк
- 4-й отдельный сапёрный эскадрон (с 10 марта 1943 года)
- 23-й отдельный эскадрон связи
- 55-й отдельный медико-санитарный эскадрон
- 30-й отдельный эскадрон химической защиты
- 22-й продовольственный транспорт
- 30-й взвод подвоза горюче-смазочных материалов (5 февраля 1942 года)
- 744-й дивизионный ветеринарный лазарет
- 333-я (190-я) полевая почтовая станция
- 1833-я (973-я, 305-я) полевая касса Государственного банка СССР[11]

## Периоды вхождения в состав действующей армии
- 31 июля 1941 года — 11 мая 1945 года[11].

## Подчинение
| Дата            | Фронт (округ)                              | Армия                                         | Корпус                               |
| --------------- | ------------------------------------------ | --------------------------------------------- | ------------------------------------ |
| 01.08.1941 года | Одесский военный округ                     |                                               |                                      |
| 01.09.1941 года | Южный фронт                                | 18-я армия                                    |                                      |
| 01.10.1941 года | Южный фронт                                | 12-я армия                                    |                                      |
| 01.11.1941 года | Южный фронт                                | 18-я армия                                    |                                      |
| 01.01.1942 года | Южный фронт                                | 12-я армия                                    | 6-й кавалерийский корпус             |
| 01.02.1942 года | Южный фронт                                | 37-я армия                                    |                                      |
| 01.03.1942 года | Южный фронт                                |                                               |                                      |
| 01.04.1942 года | Южный фронт                                | 9-я армия                                     |                                      |
| 01.05.1942 года | Южный фронт                                |                                               | 5-й кавалерийский корпус             |
| 01.06.1942 года | Южный фронт                                | 9-я армия                                     | 5-й кавалерийский корпус             |
| 01.07.1942 года | Юго-западный фронт                         | 9-я армия                                     | 5-й кавалерийский корпус             |
| 01.08.1942 года | Северо-Кавказский фронт                    | 9-армия                                       |                                      |
| 01.09.1942 года | Закавказский фронт (Северная группа войск) | 44-я армия                                    |                                      |
| 01.10.1942 года | Закавказский фронт (Северная группа войск) |                                               | 4-й гвардейский кавалерийский корпус |
| 01.02.1943 года | Северо-Кавказский фронт                    |                                               | 4-й гвардейский кавалерийский корпус |
| 01.03.1943 года | Южный фронт                                | 51-я армия                                    | 4-й гвардейский кавалерийский корпус |
| 01.04.1943 года | Южный фронт                                |                                               | 4-й гвардейский кавалерийский корпус |
| 01.07.1943 года | Северо-Кавказский фронт                    |                                               | 4-й гвардейский кавалерийский корпус |
| 01.08.1943 года | Южный фронт                                |                                               | 4-й гвардейский кавалерийский корпус |
| 01.10.1943 года | Южный Фронт                                |                                               |                                      |
| 01.11.1943 года | 4-й Украинский фронт                       |                                               | 4-й гвардейский кавалерийский корпус |
| 01.12.1943 года | 4-й Украинский фронт                       |                                               |                                      |
| 01.01.1944 года | 4-й Украинский фронт                       |                                               | 4-й гвардейский кавалерийский корпус |
| 01.03.1944 года | 3-й Украинский фронт                       |                                               | 4-й гвардейский кавалерийский корпус |
| 01.06.1944 года | Резерв Верховного Главнокомандования       |                                               | 4-й гвардейский кавалерийский корпус |
| 01.07.1944 года | 1-й Белорусский фронт                      |                                               | 4-й гвардейский кавалерийский корпус |
| 01.09.1944 года | 2-й Украинский фронт                       |                                               | 4-й гвардейский кавалерийский корпус |
| 01.01.1945 года | 2-й Украинский фронт                       | Конно-механизированная группа                 | 4-й гвардейский кавалерийский корпус |
| 01.02.1945 года | 2-й Украинский фронт                       | 1-я гвардейская конно-механизированная группа | 4-й гвардейский кавалерийский корпус |

## Командиры
- Пичугин, Николай Андреевич (10 июля 1941 — 25 апреля 1942 года), полковник;
- Головской, Василий Сергеевич (28 апреля 1942 — 8 ноября 1944 года), полковник, генерал-майор;
- Близнюк, Иван Фёдорович (9 ноября 1944 года — 27 февраля 1945 года), полковник;
- Рева, Григорий Иванович ((28 февраля 1945 года — 11 мая 1945 года), полковник.

## Отличившиеся воины дивизии
Герои Советского Союза :
- Сологуб, Николай Андреевич, лейтенант, командир танка 134-го отдельного танкового полка;
- Хусяйнов, Зякярий Сяфитович, старшина, командир танка 134-го отдельного танкового полка.
- Чекменёв, Григорий Анатольевич, старший лейтенант, командир огневого взвода 1675-го артиллерийско-миномётного полка.

 Кавалеры ордена Славы трёх степеней.
- Азыркин, Михаил Павлович, старший сержант, механик-водитель 134-го отдельного танкового полка;
- Живых, Иван Максимович, рядовой, разведчик 133-го кавалерийского полка;
- Казаченко, Яков Дмитриевич, рядовой, разведчик 133-го кавалерийского полка;
- Полупан, Василий Прокофьевич, старший сержант, командир орудийного расчёта 1675-го артиллерийско-миномётного полка;
- Челиков, Владимир Иванович, ефрейтор, телефонист 23-го отдельного эскадрона связи.

## Послевоенная история
Согласно директиве ГШ КА от 30 мая 1945 г и Главного управления формирования БТиМВ КА от 12 июля 1945 г. дивизия к августу 1945 г. перешла в Белорусский военный лагерь (г. Барановичи), где сдала лошадей и начала переформировываться в 11-ю механизированную дивизию.
На базе 127 кп и 1021 сап были сформированы 6-й механизированный полк и 62-й отдельный танковый батальон; 133 кп и 1025 сап — 7-й механизированный полк и 63-й отдельный танковый батальон. 138 кп выбыл в 12-ю механизированную дивизию, где стал 10-м механизированным полком.
Дополнительно в состав 11-й механизированной дивизии включили 47-ю Духовищенскую Краснознамённую ордена Суворова 2-й степени механизированную бригаду как 47-й мехполк, 10-ю гвардейскую Городокскую Краснознамённую ордена Суворова 2-й степени танковую бригаду как 10-й гвардейский танковый полк средних танков, 69-й гвардейский тяжёлый танко-самоходный Знаменский Краснознамённый орденов Суворова и Кутузова полк (на базе 1438 сап и 123 ттб), 2040-й гаубичный артиллерийский полк, 44-й отдельный Симферопольский мотоциклетный батальон, 14-й гвардейский миномётный дивизион БМ-13, 17-ю полевую танко-ремонтную базу, авиазвено связи, 2017-й зенитный артиллерийский полк (на базе 525-го зенитного дивизиона 30 кд и 502-го отдельного дивизиона ПВО), 1675-й артиллерийско-миномётный полк стал 123-м миномётным полком; 626-й медсанбат(на базе 55-го медэскадрона), 286-й сапёрный батальон (на базе 4-го сапёрного эскадрона), 343-й батальон связи (на базе 23-го эскадрона связи). 30-й отдельный артиллерийский парк и 30-й отдельный продовольственный транспорт стали 353-й авторотой подвоза.